# کامپوزیت سیلیکون کاربید–سیلیکون کاربید
کامپوزیت سیلیکون کاربید–سیلیکون کاربید (SiC–SiC matrix composite) یک نوع خاص از کامپوزیت زمینه سرامیکی (CMC) است که به دلیل تحمل دماهای بالا جایگزین مناسبی برای آلیاژهای فلزی در توربین‌های گازی می‌باشد. کامپوزیت‌های زمینه سرامیکی به‌طور کلی از زمینه سرامیکی تشکیل شده‌است که توسط ذرات یا الیاف سرامیکی تقویت شده‌اند. در کامپوزیت مورد بحث، یک زمینه SiC (سیلیکون کاربید) با فاز لیفی شکل، توسط روش‌های مختلف ساخته شده‌است. خواص برجسته این کامپوزیت عبارتند از: پایداری حرارتی، مکانیکی و شیمیایی عالی، و استحکام مخصوص بالا.

## روش‌های ساخت
کامپوزیت سیلیکون کاربید-سیلیکون کاربید عمدتاً با سه روش مختلف ساخته می‌شود. با این حال، در هر یک از روش‌ها، با توجه به ساختار و خواص مورد نظر، می‌توان تغییراتی در روش ایجاد کرد:
1. نفوذدهی در بخار شیمیایی (CVI) - در این روش، ابتدا یک هسته (پیش شکل) در مجاورت گاز واکنشی قرار می‌گیرد تا ویسکرها یا نانوسیم‌های سیلیکون کاربید شکل گیرند. در واقع، این مرحله همان روش رسوب دهی در بخارشیمیایی برای تهیه الیاف سیلیکون کاربید می‌باشد. پس از رشد الیاف، دوباره با عبور گاز واکنشی و نفوذ آن به پیش شکل فاز دوم، لایه‌های سیلیکون کاربید روی الیاف ایجاد می‌شود و زمینه شکل می‌گیرد. چون در این روش مدت زمان زیادی (در حدود ۳۰۰ ساعت) نیاز است، باعث ایجاد تخلخل‌های حین فرایند شکل‌دهی می‌گردد که مقدارشان نسبتاً زیاد است (۱۰ تا ۱۵ درصد).[۱][۲]
2. پیرولیز پیش‌سازه‌های پلیمری (PIP) - در این روش، پیش‌سازه آلی سیلیکون کاربید به پیش شکل لیفی فاز دوم (از جنس سیلیکون کاربید) نفوذ می‌کند تا زمینه سیلیکون کاربید، شکل گیرید. کامپوزیت بدست آمده از این روش به دلیل تبدیل پلیمر به سرامیک، استحکام تسلیم و بلورینگی کمی دارد. علاوه بر این، انقباض در طول فرایند رخ می‌دهد، که باعث ایجاد ۱۰–۲۰٪ تخلخل حین فرایند در کامپوزیت می‌گردد. برای حل این معضل، از نفوذ چندگانه برای جبران انقباض استفاده می‌شود.[۳]
3. نفوذ مایع (MI) - این روش، دارای چندین تنوع است: از جمله، استفاده از پراکندگی ذرات دانه ای سیلیکون کاربید در دوغاب و نفوذدهی آن به پیش شکل فیبری فاز دوم، یا استفاده از نفوذدهی در بخار شیمیایی، که برای پوشش دادن کربن بر روی الیاف سیلیکون کاربید استفاده می‌شود و سپس نفوذ مایع سیلیکون که با کربن واکنش داده و سیلیکون کاربید زمینه، شکل می‌گیرد. در این روش، فعالیت شیمیایی، ویسکوزیته مذاب و ترشوندگی دو ماده باید در نظر گرفته شود. یکی از مشکلات تنوع دوم (نفوذدهی سیلیکون مذاب) این است که سیلیکون واکنش نیافته می‌تواند مقاومت کامپوزیت را به اکسیداسیون و خزش کاهش دهد. با این حال، میزان تخلخل موجود در فرایند شکل‌دادن نسبت به دو روش دیگر بسیار کم است(~ 5%).[۱][۴][۵]

## ویژگی ها (خواص)

### مکانیکی
خواص مکانیکی کامپوزیت‌های زمینه سرامیکی، به خصوص سیلیکون کاربید- سیلیکون کاربید، می‌تواند بسته به خواص اجزای مختلف آنها، یعنی فاز دوم (الیاف)، زمینه و فاز تعاملی این دو، متفاوت باشد. برای مثال، اندازه، ترکیب ساختاری، بلورینگی یا جهت‌گیری الیاف، خواص کامپوزیت را تعیین می‌کنند. اثر متقابل بین ترک‌های ریز زمینه و عدم اتصال مناسب بین لیف و زمینه اغلب تعیین‌کننده مکانیزم شکست (از نوع مکانیکی) کامپوزیت سیلیکون کاربید / سیلیکون کاربید، می‌باشد. این موضوع مسبب شکست غیر ترد در کامپوزیت کاملاً سرامیکی، خواهد بود. یکی دیگر از مزیت‌های مکانیکی این کامپوزیت، نرخ کم خزش در دماهای بالا است، البته مانند دیگر خواص مکانیکی، به فازهای مختلف وابسته است.

### حرارتی
کامپوزیت سیلیکون کاربید-سیلیکون کاربید دارای هدایت حرارتی نسبتاً بالا است و می‌تواند دمای بسیار بالا را با توجه به مقاومت خستگی و مقاومت به اکسیداسیون ذاتی اش، تحمل کند. تخلخل باقی مانده از فرایند شکل دهی و استوکیومتری ماده می‌تواند هدایت حرارتی آن را تغییر دهد، با افزایش تخلخل و حضور فاز Si-O-C، هدایت حرارتی کاهش می‌یابد. به‌طور کلی، اگر یک کامپوزیت سیلیکون کاربید-سیلیکون کاربید به خوبی ساخته شود، می‌تواند هدایت حرارتی حدود W / mK 30 در ۱۰۰۰ درجه سیلسیوس به دست آورد.

### شیمیایی
از آنجاییکه کامپوزیت سیلیکون کاربید-سیلیکون کاربید به‌طور کلی برای کاربردهای با درجه حرارت بالا مورد نظر است، مقاومت اکسایش آنها اهمیت زیادی دارد. مکانیزم اکسیداسیون برای کامپوزیت‌های سیلیکون کاربید-سیلیکون کاربید بسته به محدوده دما متفاوت است، برای مثال، اگر عملیات در محدوده دما بالا (> ۱۰۰۰ ° C) باشد، این کامپوزیت مفیدتر از دماهای پایین (<۱۰۰۰ ° C) عمل خواهد کرد. چون در دماهای بالای ۱۰۰۰ درجه سانتی گراد یک لایه اکسیدی محافظ شکل می‌گیرد ولی در مورد دوم، اکسیداسیون، فاز تعاملی بین زمینه و الیاف را از بین می‌برد. با این وجود، اکسیداسیون معضلی است که امروزه با استفاده از پوشش‌های سد محیطی، قابل حل و بررسی است.